# Qobu
Qobu (tidigare ryska: Кобу: Kobu) är en ort i Azerbajdzjan.   Den ligger i distriktet Apsjeron, i den östra delen av landet, 15 km väster om huvudstaden Baku. Qobu ligger 54 meter över havet och antalet invånare är 7 377.
Terrängen runt Qobu är kuperad åt sydost, men åt nordväst är den platt. Runt Qobu är det tätbefolkat, med 982 invånare per kvadratkilometer.. Närmaste större samhälle är Baku, 15,4 km öster om Qobu. 
Omgivningarna runt Qobu är i huvudsak ett öppet busklandskap.